# Mimmo Verdesca
Mimmo Verdesca (Terlizzi, 7 dicembre 1979) è un regista cinematografico italiano. Vincitore 2 volte del Nastro d'argento.

## Biografia
Mimmo Verdesca cresce a Molfetta, comune facente parte della città metropolitana di Bari, sino al diploma al liceo classico. Nel 1998 si trasferisce a Roma dove si laurea presso il DAMS di Roma Tre.
Dal 2001 comincia a lavorare nel cinema prima come assistente del casting director Pino Pellegrino e poi come aiuto regista in cinema e teatro di diversi autori tra cui Maurizio Ponzi e Fabio Grossi. Collabora anche con i registi Ferzan Özpetek e Marco Tullio Giordana.
Nel 2011 realizza il suo documentario di debutto In arte Lilia Silvi sulla vita e la carriera artistica di Lilia Silvi, grazie al quale si aggiudica nel 2012 il Nastro d'argento al miglior documentario sul cinema.
Nel 2014 dirige il suo secondo documentario Protagonisti per sempre, dedicato alle storie dei più celebri attori bambini del cinema italiano, che vince il Gryphon Award come Miglior documentario al Giffoni Film Festival 2015.
Nel 2016 produce e dirige il documentario Sciuscià 70 che racconta, dopo 70 anni, l’avventurosa realizzazione di Sciuscià di Vittorio De Sica. Il documentario è stato scelto dal direttore del Festival di Cannes Thierry Frémaux e dal regista Bertrand Tavernier per partecipare al Festival Lumiére 2016 di Lione. Nel 2017 il documentario ha vinto il Nastro d'argento speciale del 70º anniversario del Sngci.
Nel 2020 dirige il documentario Alida sulla vita della celebre attrice Alida Valli, selezionato ufficialmente al Festival di Cannes nella sezione Cannes Classics 2020 e presentato anche alla Festa del Cinema di Roma 2020. Ai Nastri d'argento 2021 il documentario è entrato  nella cinquina finalista come Miglior documentario sul cinema.
Il suo primo film è intitolato Per il mio bene, con protagoniste Barbora Bobulova, Marie Christine Barrault, Stefania Sandrelli, prodotto da Rodeo Drive con Rai Cinema ed è stato distribuito nelle sale cinematografiche da 01 Distribution il 5 dicembre 2024, ottenendo 2 candidature ai Nastri d'argento 2025, per il Miglior esordio alla regia e per la Miglior attrice non protagonista a Stefania Sandrelli, 1 candidatura al Globo d'oro alla miglior opera prima e 1 vittoria al Globo d'oro alla miglior attrice per Barbora Bobuľová nel 2025. 

## Filmografia

### Lungometraggi
- Per il mio bene (2024)

Documentari
- In arte Lilia Silvi (2011)
- Protagonisti per sempre (2015)
- Sciuscià 70 (2016)
- Alida (2020)

## Riconoscimenti principali
- Globo d'oro[13]
  - 2025 – Candidatura alla miglior opera prima per Per il mio bene
- Nastro d'argento
  - 2025 – Candidatura al Miglior esordio alla regia per Per il mio bene
  - 2021 – Candidatura al Miglior documentario sul cinema per Alida
  - 2017 - Nastro d'argento speciale a Sciuscià 70
  - 2012 - Nastro d'argento al miglior documentario sul cinema a In arte Lilia Silvi
- Giffoni Film Festival
  - 2015 –  Miglior documentario a Protagonisti per sempre

### Altri premi
- 2025 – International Imago Film Festival
  - Miglior film a Per il mio bene

- 2025 – Est Film Festival
  - Arco d’Argento - Premio del pubblico a Per il mio bene
- 2025 – Ischia Global Fest
  - Ischia Art Award a Mimmo Verdesca

- 2025 - Breganze Film Festival 
  - Miglior film a Per il mio bene
- 2025 - Sguardi Altrove 
  - Miglior film Premio Sindacato nazionale giornalisti cinematografici italiani a Per il mio bene
- Cine Children
  - 2017 - Miglior documentario per Sciuscià 70
  - 2016 - Miglior film e Miglior documentario per Protagonisti per sempre
- Primo Piano sull’autore - Pianeta Donna
  - 2025 - Miglior regia  per Per il mio bene
  - 2021 - Premio speciale per Alida